# Чермит, Казбек Довлетмизович
Чермит Казбек Довлетмизович  — российский ученый, доктор педагогических наук, доктор биологических наук, профессор, деятель науки, руководитель научно-исследовательского центра Адыгейского государственного университета (АГУ) .

## Биография
Руководитель научно-исследовательского центра Адыгейского государственного университета, доктор педагогических наук, доктор биологических наук, заведующий кафедры общей и социальной педагогики Адыгейского государственного университета, Заслуженный деятель науки Российской Федерации, заслуженный деятель науки Республики Адыгея, является  ученым, работающим над проблемами сбережения здоровья людей за счет педагогических методов и средств. Своими работами широко известен научно-педагогической общественности в России и за рубежом. В 1971 году поступил в 1975 году окончил Адыгейский государственный педагогический институт. В 1984 году защитил кандидатскую диссертацию на тему «Двигательная асимметрия в дзюдо (педагогические аспекты)», в 1993 году защитил докторскую диссертацию на тему «Преломление общеприродного принципа «симметрия – асимметрия» в физическом воспитании». В 2004 году защитил вторую докторскую диссертацию на тему «Гармоническая пара «симметрия – асимметрия» в организме человека как фундаментальная основа адаптации».
Заведовал кафедрой теоретических основ физического воспитания, являлся директором Адыгейского республиканского центра профилактической медицины и здорового образа жизни. С 1997 года - проректор АГУ.
Автор более 200 научных публикаций, в числе которых более 20 монографий и учебных пособий. Научные интересы связаны с исследованием диалектики симметрии-асимметрии в теории спортивной тренировки, разработкой системно-симметрийного метода оценки здоровья и определением возможностей совершенствования физической подготовленности человека, написал труд "Симметрия, гармония, адаптация".
Принимает участие в работе многих российских и международных конференциях (Китай, Таджикистан), имеющих общепринятый авторитет в научном сообществе.

## Монографии[7]
1. Физические упражнения и игры адыгов. - Майкоп: Адыгейское отделение Краснодарского кн. изд-ва, 1989. – 268 с.
2. Подготовка дзюдоистов. - Майкоп: Адыгейское отделение Краснодарского кн. изд-ва, 1990.
3. Симметрия-асимметрия в спорте. - М.: Физкультура и спорт, 1992. – 256 с.
4. Системно-симметрийный метод оценки здоровья человека. - Майкоп: Министерство науки и образования Республики Адыгея, 1994
5. Базовая техника дзюдо в стойке. - Майкоп: РИПО «Адыгея», 1995.
6. Проектирование содержания физического воспитания. - Майкоп: Редакционно-издательский отдел Адыгейского государственного университета, 2000.
7. Высшее образование: реалии и перспективы. - Майкоп: Редакционно-издательский отдел Адыгейского государственного университета, 2001.
8. Система работы с одаренными детьми и учащимися в современных экономических, социокультурных трансформаций с учётом специфики региона (описание модели процесса управления системой работы с одаренными детьми в масштабах города). - Майкоп: Министерство науки и образования Республики Адыгея: Адыгейский государственный университет, 1997. - 128 с.
9. Повышение открытости общества и динамика толерантности: проблемы формирования толерантного сознания в полиэтничной социокультурной среде (коллективная монография). - Ростов н/Д: Изд-во СКАГС, 2003. - 208 с. (Гл. II.10, II.11, II.13). - С. 165-179, 200-206.
10. Симметрия, гармония, адаптация. - Ростов н/Д: Изд-во Северо-Кавказского научного центра высшей школы, 2006. – 304 с..
11. Профессиональные мануальные координационные способности штукатуров-маляров. - Майкоп: ООО, Качество», 2007. -100 с.
12. Социально-педагогическая поддержка детей-сирот и детей оставшихся без попечения родителей. - Майкоп: ООО, «АЯКС», 2007. -150 с.

## Учебники и учебные пособия[7]
1. Адыгейские народные игры физического воспитания детей: (Методическое пособие). - Майкоп: Адыгейское кн. изд-во, 1989. – 68 с.
2. Высшее образование: реалии и перспективы. Редакционно-издательский отдел Адыгейского государственного университета. Майкоп, 2001. - 237 с.
3. Динамика размеров сердца мальчиков и юношей в онтогенезе и их взаимосоответствие. - Майкоп: Изд-во АГУ, 2005. – 38 с.
4. Игры народов, проживающих на территории Республики Адыгея. - Майкоп: Изд-во Адыгейсктго гос. университета, 1995.
5. Методика определения физического состояния школьников: метод.пособие для учителей физической культуры, врачей-педиатров и средних мед. работников. - Майкоп: Изд-во Республиканского научно-метод. центра профилакти-ческой медицины, 1996, - 34 с.
6. Методика определения физического состояния школьников: метод.пособие для учителей физической культуры, врачей-педиатров и средн. мед. Работников. - Майкоп. Изд-во АГУ, 2001.
7. Мониторинг физического состояния детей / под ред. К.Д. Чермита. - Майкоп. Изд-во АГУ, 2004. – 56 с.
8. Национальные игры народов Адыгеи: пособие для учителей и студентов. - Майкоп: Редакционно-издательский отдел Адыгейского государственного университета, 2001. - 76 с.
9. Организация занятий школьников физической культурой в специальной медицинской группе. - Майкоп: Изд-во АГУ, 2001.
10. Организация процесса здоровьесбережения в средних специальных учебных заведениях: метод.рекомендации. - Краснодар: Институт международного права, зкономики, гуманитарных наук и управления имени К.В. Росинского, 2005.
11. Подвижные игры на переменах: метод.рекомендации для учителей физической культуры. - Майкоп: Изд-во АГУ, 2001.
12. Преодоление последствий социальной депривации у подростков в условиях детского дома: результаты эксперимента. - Майкоп. Изд-во АГУ, 2004. – 32 с.
13. Системно-симметрийный подход при формировании объёма техники движений спортсменов (на примере акробатических комплексов в парашютном спорте: методологическая разработка для студентов и аспирантов. - Майкоп, 1994.
14. Теория и методика физического воспитания: опорные схемы: учеб.пособие. - М.: Советский спорт, 2005. – 272 с.
15. Физиология развития девочек в период полового созревания. Ростов - на – Дону: Издательство СКНЦ ВШ, 2006. – 155 с.
16. Физическое воспитание студентов: учеб. Пособие.- Ростов н/Д: Феникс; Краснодар: Неоглори, 2008. – 700 с.